# Volley Näfels 2019-2020
Questa voce raccoglie le informazioni riguardanti il Volley Näfels nella stagione 2019-2020.

## Organigramma societario
Area direttiva
- Presidente: Martin Landolt

Area tecnica
- Allenatore: Oskar Kaczmarczyk
- Secondo allenatore: Marco Gygli

## Rosa
| N° | Nome                     | Ruolo | Data di nascita  | Nazionalità sportiva |
| -- | ------------------------ | ----- | ---------------- | -------------------- |
| 1  | Lorenz Küng              | S     | 21 giugno 1999   | Svizzera             |
| 2  | Athanasios Maroulīs      | P     | 9 luglio 1988    | Grecia               |
| 3  | Taavi Nõmmistu           | O     | 10 giugno 1991   | Estonia              |
| 4  | Gabriel Dimitrov         | C     | 1º ottobre 2001  | Italia               |
| 5  | Etienne Hagenbuch        | L     | 21 marzo 1994    | Svizzera             |
| 6  | Nico Süess               | S     | 5 marzo 1999     | Svizzera             |
| 7  | Damian Hudzik            | C     | 14 maggio 1998   | Polonia              |
| 8  | Colin Fraser             | S     | 14 gennaio 1996  | Canada               |
| 9  | Nikolaos Papaggelopoulos | C     | 17 novembre 1988 | Grecia               |
| 10 | Kai Aebli                | P     | 15 giugno 1996   | Svizzera             |
| 11 | Marco Gygli              | P     | 21 maggio 1987   | Svizzera             |
| 12 | Michał Godlewski         | O     | 11 dicembre 1998 | Polonia              |
| 13 | Ernest Plizga            | S     | 27 dicembre 1993 | Polonia              |
| 14 | Severin Huber            | C     | 19 febbraio 1999 | Svizzera             |

## Risultati

### Lega Nazionale A

#### Girone di andata
| 1ª giornata - 12 ottobre 2019 University Sports Hall, Losanna  | Losanna UC      | 1 - 3 | Näfels       | 31-29, 19-25, 23-25, 21-25        |
| 2ª giornata - 18 ottobre 2019 Linthhalle SGU, Näfels           | Näfels          | 1 - 3 | Chênois      | 25-22, 20-25, 20-25, 22-25        |
| 3ª giornata - 20 ottobre 2019 Linthhalle SGU, Näfels           | Näfels          | 1 - 3 | Lucerna      | 24-26, 21-25, 25-23, 15-25        |
| 5ª giornata - 2 novembre 2019 Sportcenter Grünfeld, Jona       | Jona            | 1 - 3 | Näfels       | 13-25, 18-25, 29-27, 16-25        |
| 6ª giornata - 9 novembre 2019 Margarethen, Basilea             | Traktor Basilea | 2 - 3 | Näfels       | 25-20, 23-25, 19-25, 27-25, 17-19 |
| 7ª giornata - 17 novembre 2019 Linthhalle SGU, Näfels          | Näfels          | 3 - 1 | Lutry-Lavaux | 25-12, 25-16, 23-25, 30-28        |
| 8ª giornata - 23 novembre 2019 Sporthalle Tellenfeld, Amriswil | Amriswil        | 3 - 1 | Näfels       | 25-23, 23-25, 28-26, 27-25        |
| 9ª giornata - 30 novembre 2019 Linthhalle SGU, Näfels          | Näfels          | 0 - 3 | Schönenwerd  | 20-25, 23-25, 18-25               |

#### Girone di ritorno
| 10ª giornata - 8 dicembre 2019 Linthhalle SGU, Näfels              | Näfels       | 1 - 3 | Losanna UC      | 19-25, 25-23, 19-25, 16-25        |
| 11ª giornata - 14 dicembre 2019 Centre Sportif Sous-Moulin, Thônex | Chênois      | 3 - 2 | Näfels          | 27-25, 25-27, 21-25, 25-17, 15-12 |
| 12ª giornata - 22 dicembre 2019 Bahnhofhalle, Lucerna              | Lucerna      | 3 - 0 | Näfels          | 25-21, 27-25, 25-20               |
| 14ª giornata - 11 gennaio 2020 Linthhalle SGU, Näfels              | Näfels       | 3 - 0 | Jona            | 25-22, 25-20, 25-18               |
| 15ª giornata - 19 gennaio 2020 Linthhalle SGU, Näfels              | Näfels       | 3 - 0 | Traktor Basilea | 26-24, 25-16, 28-26               |
| 16ª giornata - 25 gennaio 2020 Salle de Sport de Corsy, Lutry      | Lutry-Lavaux | 2 - 3 | Näfels          | 25-22, 25-19, 16-25, 18-25, 10-15 |
| 17ª giornata - 1º febbraio 2020 Linthhalle SGU, Näfels             | Näfels       | 3 - 1 | Amriswil        | 25-19, 14-25, 26-24, 25-21        |
| 18ª giornata - 8 febbraio 2020 Betoncoupe Arena, Schönenwerd       | Schönenwerd  | 3 - 1 | Näfels          | 25-19, 23-25, 25-14, 25-22        |

#### Play-off scudetto
| Quarti di finale (gara 1) - 16 febbraio 2020 Bahnhofhalle, Lucerna  | Lucerna | 3 - 2 | Näfels  | 26-24, 25-15, 24-26, 24-26, 15-9  |
| Quarti di finale (gara 2) - 22 febbraio 2020 Linthhalle SGU, Näfels | Näfels  | 3 - 2 | Lucerna | 25-20, 25-22, 19-25, 25-27, 15-13 |
| Quarti di finale (gara 3) - 26 febbraio 2020 Bahnhofhalle, Lucerna  | Lucerna | 3 - 0 | Näfels  | 25-20, 25-22, 25-23               |
| Quarti di finale (gara 4) - 29 febbraio 2020 Linthhalle SGU, Näfels | Näfels  | 1 - 3 | Lucerna | 25-22, 23-25, 17-25, 19-25        |

### Coppa di Svizzera

#### Fase a eliminazione diretta
| Ottavi di finale - 12 gennaio 2020 Turnhalle Remisberg, Kreuzlingen | Kreuzlingen | 0 - 3 | Näfels | 17-25, 19-25, 19-25              |
| Quarti di finale - 2 febbraio 2020 Bahnhofhalle, Lucerna            | Lucerna     | 3 - 2 | Näfels | 16-25, 30-32, 25-23, 25-21, 15-7 |

## Statistiche

### Statistiche di squadra
| Competizione      | Punti | In casa | In casa | In casa | In trasferta | In trasferta | In trasferta | Totale | Totale | Totale |
| Competizione      | Punti | G       | V       | P       | G            | V            | P            | G      | V      | P      |
| ----------------- | ----- | ------- | ------- | ------- | ------------ | ------------ | ------------ | ------ | ------ | ------ |
| Lega Nazionale A  | 23    | 10      | 5       | 5       | 10           | 4            | 6            | 20     | 9      | 11     |
| Coppa di Svizzera | -     | 0       | 0       | 0       | 2            | 1            | 1            | 2      | 1      | 1      |
| Totale            | -     | 10      | 5       | 5       | 12           | 5            | 7            | 22     | 10     | 12     |

G = partite giocate; V = partite vinte; P = partite perse

### Statistiche dei giocatori
Dati non disponibili.